# Méthode de Ritz
La méthode de Ritz est un procédé de calcul d'une solution approchée dans le cas de certains problèmes aux limites. 
Elle porte le nom de Walther Ritz, bien qu'elle soit aussi communément appelée méthode de Rayleigh-Ritz et méthode de Galerkine.
En mécanique quantique, un système de particules peut être décrit en termes de « fonctionnelle énergétique » ou opérateur hamiltonien, dont les valeurs propres mesurent l'énergie du système de particules. On attache souvent une grande importance à la connaissance de l'état fondamental (état de plus basse énergie) d'un système, notamment en théorie de la fonctionnelle de la densité, parce que l'état fondamental permet de déterminer les valeurs moyennes d'autres observables du système. En pratique, il est souvent impossible de déterminer toutes les configurations (i.e. les fonctions d'onde propres de l'hamiltonien). Il est plus important de pouvoir trouver des méthodes numériques permettant d'approcher l'état de plus basse énergie.
La méthode Ritz peut être utilisée pour atteindre cet objectif. Dans le langage des mathématiques, il s'agit de la méthode des éléments finis utilisée pour le calcul des vecteurs propres et des valeurs propres d'un système hamiltonien.

## Discussion
Comme avec d'autres méthodes variationnelles, on utilise une fonction d'onde approchée, {\displaystyle \Psi }, décomposée sur une base de fonctions, parfois appelée fonction d'onde de test ou ansatz. Cette forme de fonction d'onde est choisie pour respecter les conditions aux limites (et toute autre contrainte physique). La fonction d'onde ansatz, décrite par une combinaison linéaire de fonctions de la base choisie, contient un ou plusieurs paramètres réglables, qui sont calculés pour minimiser l'énergie et ainsi trouver la configuration de plus basse énergie.
On peut montrer que l'énergie de l'état fondamental, {\displaystyle E_{0}}, satisfait une inégalité :
{\displaystyle E_{0}\leq {\frac {\langle \Psi |{\hat {H}}|\Psi \rangle }{\langle \Psi |\Psi \rangle }}.}
le membre de droite de cette inégalité est parfois appelé quotient de Rayleigh. La fonction d'onde ansatz donnera toujours un quotient de Rayleigh supérieur à l'énergie de l'état fondamental.
Si la fonction d'onde ansatz est connue pour être orthogonale à l'état fondamental, alors elle fournira une limite pour l'énergie d'un certain état excité.
La fonction ansatz (parfois dite de Ritz) est une combinaison linéaire de N fonctions de base connues {\displaystyle \left\lbrace \Psi _{i}\right\rbrace }, paramétré par des coefficients inconnus :
{\displaystyle \Psi =\sum _{i=1}^{N}c_{i}\Psi _{i}.}
Avec un hamiltonien connu, sa valeur moyenne peut s'écrire sous la forme
{\displaystyle \varepsilon ={\frac {\left\langle \displaystyle \sum _{i=1}^{N}c_{i}\Psi _{i}\right|{\hat {H}}\left|\displaystyle \sum _{i=1}^{N}c_{i}\Psi _{i}\right\rangle }{\left\langle \left.\displaystyle \sum _{i=1}^{N}c_{i}\Psi _{i}\right|\displaystyle \sum _{i=1}^{N}c_{i}\Psi _{i}\right\rangle }}={\frac {\displaystyle \sum _{i=1}^{N}\displaystyle \sum _{j=1}^{N}c_{i}^{*}c_{j}H_{ij}}{\displaystyle \sum _{i=1}^{N}\displaystyle \sum _{j=1}^{N}c_{i}^{*}c_{j}S_{ij}}}\equiv {\frac {A}{B}}.}
Les fonctions de base ne sont généralement pas orthogonales, de sorte que la matrice de recouvrement S a des éléments non diagonaux non nuls. Soit {\displaystyle \left\lbrace c_{i}\right\rbrace } ou {\displaystyle \left\lbrace c_{i}^{*}\right\rbrace } (la conjugaison du premier) l'ensemble des coefficients à calculer pour minimiser la valeur attendue. Par exemple, en écrivant que les dérivées partielles de {\displaystyle \varepsilon } par rapport aux {\displaystyle \left\lbrace c_{i}^{*}\right\rbrace } sont nulles, on obtient l'égalité suivante pour tout k = 1, 2, . . ., N :
{\displaystyle {\frac {\partial \varepsilon }{\partial c_{k}^{*}}}={\frac {\displaystyle \sum _{j=1}^{N}c_{j}(H_{kj}-\varepsilon S_{kj})}{B}}=0,}
ce qui conduit à un ensemble de N équations séculaires :
{\displaystyle \sum _{j=1}^{N}c_{j}\left(H_{kj}-\varepsilon S_{kj}\right)=0\quad {\text{for}}\quad k=1,2,\dots ,N.}
Dans les équations ci-dessus, l'énergie {\displaystyle \varepsilon } et les coefficients {\displaystyle \left\lbrace c_{j}\right\rbrace } sont inconnus. Il s'agit d'un ensemble homogène d'équations linéaires par rapport aux {\displaystyle \left\lbrace c_{j}\right\rbrace }, qui a une solution lorsque le déterminant des coefficients de ces inconnues est nul :
{\displaystyle \det \left(H-\varepsilon S\right)=0,}
ce qui n'est vrai que pour N valeurs de {\displaystyle \varepsilon } . De plus, puisque l'hamiltonien est un opérateur hermitien, la matrice H est également hermitienne et les valeurs de {\displaystyle \varepsilon _{i}} sont réelles. La valeur la plus basse parmi {\displaystyle \varepsilon _{i}} (i=1,2,. .,N), {\displaystyle \varepsilon _{0}}, sera la meilleure approximation de l'état fondamental pour les fonctions de base utilisées. Les {\displaystyle N-1} énergies restantes sont des estimations des énergies d'état excité. Une approximation de la fonction d'onde de l'état i peut être obtenue en trouvant les coefficients {\displaystyle \left\lbrace c_{j}\right\rbrace } à partir de l'équation séculaire correspondante.

## Relation avec la méthode des éléments finis
Dans le langage de la méthode des éléments finis, la matrice {\displaystyle H_{kj}} est précisément la matrice de rigidité de l'hamiltonien dans l'espace des éléments linéaires par morceaux, et la matrice {\displaystyle S_{kj}} est la matrice de masse . Dans le langage de l'algèbre linéaire, la valeur {\displaystyle \epsilon } est une valeur propre de l'hamiltonien discrétisé, et le vecteur {\displaystyle c} est un vecteur propre discrétisé.

## Sources

### Articles scientifiques
- Walter Ritz (1909) "Über eine neue Methode zur Lösung gewisser Variationsprobleme der mathematischen Physik" Journal für die Reine und Angewandte Mathematik, vol. 135, pages 1 – 61. Disponible en ligne sur : http://gdz.sub.uni-goettingen.de/no_cache/dms/load/img/? IDDOC=261182 .
- JK MacDonald, "Approximations successives par la méthode de – Ritz", Phys. Rev. 43 (1933) 830 Disponible en ligne sur : http://journals.aps.org/pr/abstract/10.1103/PhysRev.43.830